# 什皮基夫卡
48°46′18″N 28°37′26″E / 48.77167°N 28.62389°E
什皮基夫卡（烏克蘭語：Шпиківка），是烏克蘭的村落，位於該國西南部文尼察州，由圖利欽區負責管轄，始建於1864年，面積0.48平方公里，海拔高度253米，2001年人口232，人口密度每平方公里483.33人。